# Macropodia macrocheles
Macropodia macrocheles is een krabbensoort uit de familie van de Inachidae. De wetenschappelijke naam van de soort is voor het eerst geldig gepubliceerd in 1898 door A. Milne-Edwards & Bouvier.